# Jussi (Vorname)
Jussi ist ein männlicher Vorname.

## Herkunft und Bedeutung
Jussi ist die finnische Variante des kaum gebräuchlichen Namens Jusse, der wiederum als Kurzform von Junis/Jonis auf den Namen Johannes zurückgeht.
Wie die hebräische Namenswurzel bedeutet er „der Herr ist gnädig“.

## Namenstag
Namenstag ist der 24. Juni.

## Bekannte Namensträger

### Vorname
- Jussi Adler-Olsen (* 1950), dänischer Autor
- Jussi Aro (1928–1983), finnischer Sprachwissenschaftler
- Jussi Björling (1911–1960), schwedischer Opernsänger
- Jussi Hautamäki (* 1979), ehemaliger finnischer Skispringer und aktiver Musiker
- Jussi Jokinen (* 1983), finnischer Eishockeyspieler
- Jussi Jääskeläinen (* 1975), finnischer Fußballtorwart
- Jussi Veikkanen (* 1981), finnischer Radrennfahrer
- Jussi Tarvainen (* 1976), finnischer Eishockeyspieler